# Écoles de soins infirmiers (Québec)
Une école de soins infirmiers est un un lieu ou est enseigné la profession d’infirmière et d'infirmier qui conduit à un diplôme de professionnel de la santé dont la profession est de délivrer des soins infirmiers. La plupart des écoles au canada français furent intégrées dans les hôpitaux depuis la fondation en 1692 du premier Hôpital général de Québec . La formation continua dans les hôpitaux avec des stages pratique supervisés jusque dans les années 1970 ou la formation fut transférée  dans les Cégep.

## Histoire

### Origines de la profession

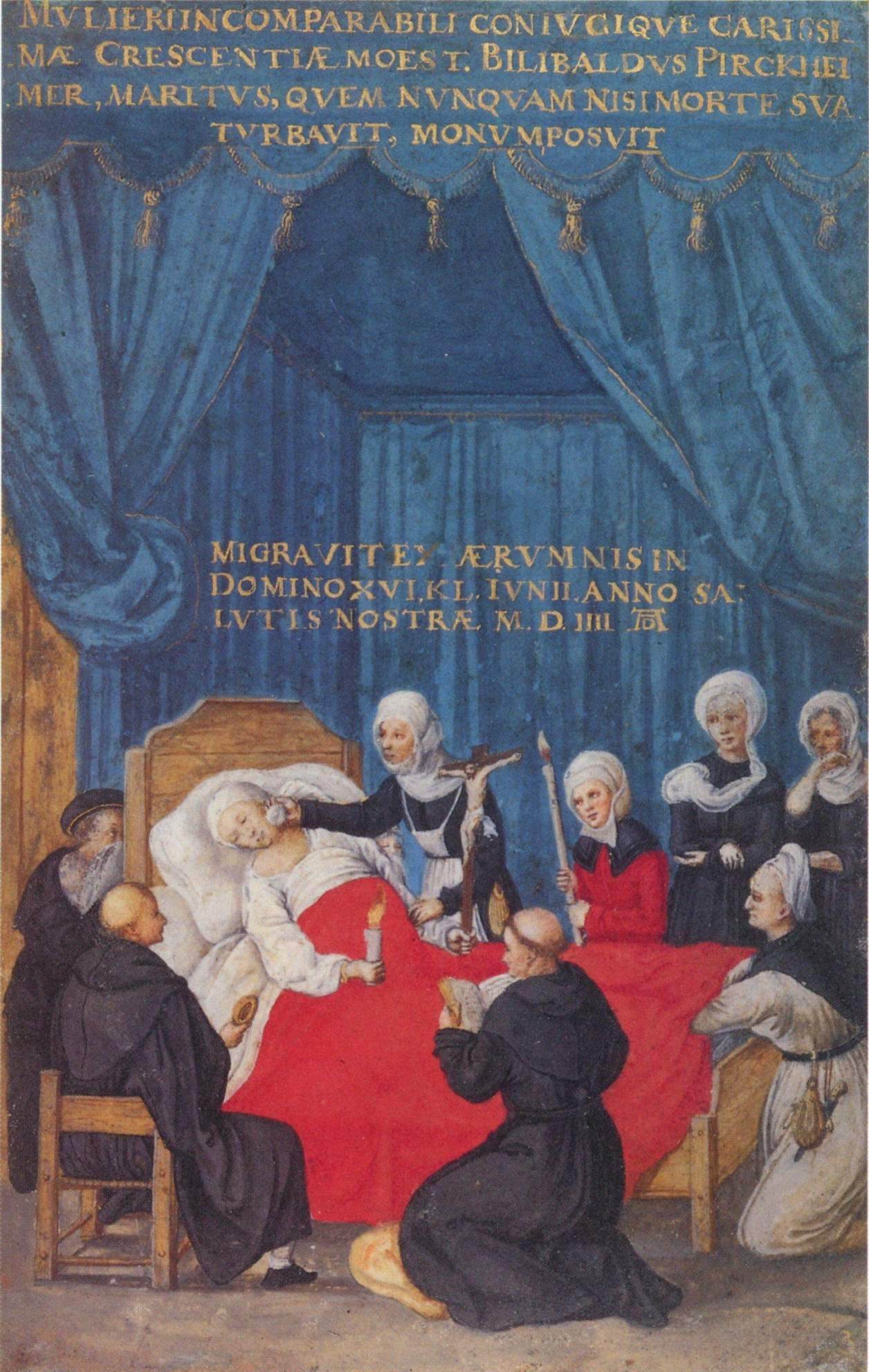
Gravure de 1504 - Der Tod der Crescentia Pirckheimer.

Au Moyen Âge, pour s'occuper des lépreux, divers « pseudo-soignants », guérisseuses, sages-femmes ou sorcières qui connaissent certains remèdes efficaces étaient mis à contribution. Ce sont les ordres religieux féminins et masculins qui organisèrent les soins aux malades selon des critères en lien avec la charité et l'amour de Dieu. Le soin est alors une activité « sacrée » bénévole et n'a qu'une valeur culturelle. Celle ou celui qui le pratique est pris en charge par la structure religieuse. Les religieuses soignent à domicile et dans les hôpitaux.

## Écoles d'infirmieres
En 1898, la sœur Élodie Mailloux fonde à l’Hôpital Notre-Dame (Montréal) la première École d’infirmières canadiennes-françaises. En 1920 une charte provinciale au nom de l’Association des gardes-malades enregistrées de la province de Québec (GMEPQ) est créée. Au cours de son existence, cette école a formé plus de 3 000 diplômées.

## Écoles d’infirmières auxiliaires
En 1928, Charlotte Tassé se voit confier la direction d'une nouvelle revue infirmière en remplacement de celle des sœurs grises : La Garde-Malade Canadienne-Française.
La fin de la guerre et le retour au pouvoir de l'Union nationale se révèleront salutaire pour Charlotte Tassé. Le 17 mai 1945, le Sanatorium Prévost est constitué en corporation à but non lucratif. Avec sa collègue Bernadette Lépine, elle a investi ses finances personnelles dans l'aventure. Elle a développé la nouvelle corporation comme elle l'avait imaginé, c'est-à-dire sur le modèle des hôpitaux administrés par les communautés religieuses afin de pouvoir recevoir du financement public. De plus, le Sanatorium Prévost sera dorénavant géré par un conseil d'administration de femmes laïques, que préside Tassé, rattaché à une équipe médicale masculine. Tassé et Lépine deviennent dès lors les premières infirmières laïques de la province de Québec à être propriétaire et à diriger un centre de soins et de formation psychiatriques d'envergure. Le 4 septembre 1950, Charlotte Tassé ouvre, au sein du sanatorium , la première école de gardes-malades auxiliaires de la province de Québec et peut-être même au Canada. Elle a créé cet ordre professionnel sur le modèle des practical nurses aux États-Unis. Tassé a choisi le slogan « S’oublier pour soulager » et le symbole de l'abeille pour son école.
Le Comité des hôpitaux du Québec s'intéresse rapidement au projet et lui demande, en décembre 1951, de superviser un sous-comité des écoles de gardes-malades auxiliaires chargé d'en ouvrir d'autres ailleurs dans la province. Charlotte Tassé participe à leur organisation en plus d'assurer un contrôle de leur fonctionnement.

## Prescription
Dans certains pays, la pratique infirmière a évolué au niveau de la prescription. Les États-Unis ont été les premiers a mettre en place la prescription dans les années soixante. Ensuite, l’Australie, le Canada, la Finlande, l’Irlande, la Nouvelle-Zélande, la Norvège, l’Afrique du Sud, la Suède, les Pays-Bas, le Royaume-Uni ont également permis aux infirmières de prescrire de nombreux traitements et soins. Ce nouveau rôle a pour conséquence de diminuer le temps de consultations des médecins et d'augmenter l'autonomie des infirmières.